# Marija Arpadović
Marija Arpadović (?, oko 1257. – Napulj, 25. ožujka 1323.), ugarska princeza i napuljska kraljica iz dinastije Arpadović. Bila je kći hrvatsko-ugarskog kralja Stjepana V. (1270. – 1272.) i Elizabete Kumanske.
Godine 1270. udala se za napuljsko prijestolonasljednika i kasnije kralja Karla II. Hromog († 1309.) iz napuljskog ogranka francuske dinastije Anžuvinaca. Nakon smrti svojeg brata, hrvatsko-ugarskog kralja Ladislava IV. († 1290.), koji je umro ne ostavivši muškog potomka, proglasila se kao članica dinastije Arpadovića, jedinom legitimnom nasljednicom hrvatsko-ugarske krune te je 1292. godine prenijela svoja pretendentska prava na svojega sina Karla Martela kojeg je papinski legat okrunio u Napulju nekom tamošnjom krunom za hrvatsko-ugarskog kralja. Međutim, neprilike joj je stvarala činjenica što je drugi pretendent na hrvatsko-ugarsko prijestolje, Andrija III. Mlečanin (1290. – 1301.), sin Stjepana Postuma bio zakonito okrunjen 1290. godine u Stolnom Biogradu i učvrstio svoju vlast na najvećem dijelu Kraljevine Ugarske, izuzev Hrvatske koja je većim dijelom pristala uz dinastiju Anžuvinaca.
Novi problem za kraljicu Marija bila je smrt njenog sina Karla Martela 1295. godine, nakon koje je prenijela kraljevska prava na unuka Karla Roberta koji se 1301., nakon smrti Andrije Mlečanina, domogao krune svetog Stjepana. Tim činom su napuljski Anžuvinci došli na hrvatsko-ugarsko prijestolje kojim su vladali uglavnom tijekom 14. stoljeća.

## Vanjske poveznice
- Marija Arpadović Hrvatska enciklopedija
- Marija Arpadović Proleksis enciklopedija